# Zemský okres Steinfurt
Zemský okres Steinfurt (německy Kreis Steinfurt) je zemský okres v německé spolkové zemi Severní Porýní-Vestfálsko, ve vládním obvodu Münster. Sídlem správy zemského okresu je město Steinfurt. V roce 2014 zde žilo 437 127 obyvatel.

## Města a obce
| Města: 1. Emsdetten 2. Greven 3. Hörstel 4. Horstmar 5. Ibbenbüren 6. Lengerich 7. Ochtrup 8. Rheine 9. Steinfurt 10. Tecklenburg | Obce: 1. Altenberge 2. Hopsten 3. Ladbergen 4. Laer 5. Lienen 6. Lotte 7. Metelen 8. Mettingen 9. Neuenkirchen 10. Nordwalde 11. Recke 12. Saerbeck 13. Westerkappeln 14. Wettringen |